# John Gross
| 268115 Williamalbrecht | 7 ottobre 2004    |
| 357546 Edwardhalbach   | 15 settembre 2004 |
| 368617 Sebastiánotero  | 5 ottobre 2004    |

John Gross (1959) è un astronomo amatoriale statunitense.
Il Minor Planet Center gli accredita le scoperte di sette asteroidi, effettuate tra il 2004 e il 2005, tutte in collaborazione con Walter R. Cooney, Jr..
Gli è stato dedicato l'asteroide 33800 Gross .